# Öhringen
Öhringen (Đông Franconia: Ähringe) là thị trấn lớn nhất của huyện Hohenlohe, thuộc bang Baden-Württemberg, tây nam nước Đức.